# آنشان
آنشان (بالصينية:鞍山) هي مدينة من مدن الصين. يبلغ عدد سكانها 3,645,884 نسمة وذلك حسب إحصائيات سنة 2010. تبلغ مساحتها 9252 كم².

## المناخ
يظهر الجدول التالي التغييرات المناخية على مدار السنة لآنشان:
| البيانات المناخية لـآنشان          | البيانات المناخية لـآنشان | البيانات المناخية لـآنشان | البيانات المناخية لـآنشان | البيانات المناخية لـآنشان | البيانات المناخية لـآنشان | البيانات المناخية لـآنشان | البيانات المناخية لـآنشان | البيانات المناخية لـآنشان | البيانات المناخية لـآنشان | البيانات المناخية لـآنشان | البيانات المناخية لـآنشان | البيانات المناخية لـآنشان | البيانات المناخية لـآنشان |
| الشهر                              | يناير                     | فبراير                    | مارس                      | أبريل                     | مايو                      | يونيو                     | يوليو                     | أغسطس                     | سبتمبر                    | أكتوبر                    | نوفمبر                    | ديسمبر                    | المعدل السنوي             |
| ---------------------------------- | ------------------------- | ------------------------- | ------------------------- | ------------------------- | ------------------------- | ------------------------- | ------------------------- | ------------------------- | ------------------------- | ------------------------- | ------------------------- | ------------------------- | ------------------------- |
| الدرجة القصوى °م (°ف)              | 8.9 (48.0)                | 17.5 (63.5)               | 21.0 (69.8)               | 30.2 (86.4)               | 33.2 (91.8)               | 36.5 (97.7)               | 36.5 (97.7)               | 35.7 (96.3)               | 32.6 (90.7)               | 29.2 (84.6)               | 22.7 (72.9)               | 15.5 (59.9)               | 36.5 (97.7)               |
| متوسط درجة الحرارة الكبرى °م (°ف)  | −3.8 (25.2)               | −0.2 (31.6)               | 7.0 (44.6)                | 16.7 (62.1)               | 23.1 (73.6)               | 27.3 (81.1)               | 29.2 (84.6)               | 28.4 (83.1)               | 23.8 (74.8)               | 16.4 (61.5)               | 6.7 (44.1)                | −0.7 (30.7)               | 14.5 (58.1)               |
| المتوسط اليومي °م (°ف)             | −8.6 (16.5)               | −5.1 (22.8)               | 2.2 (36.0)                | 11.2 (52.2)               | 17.7 (63.9)               | 22.4 (72.3)               | 25.0 (77.0)               | 24.0 (75.2)               | 18.6 (65.5)               | 11.1 (52.0)               | 2.0 (35.6)                | −5.3 (22.5)               | 9.6 (49.3)                |
| متوسط درجة الحرارة الصغرى °م (°ف)  | −12.9 (8.8)               | −9.5 (14.9)               | −2.4 (27.7)               | 6.1 (43.0)                | 12.6 (54.7)               | 17.9 (64.2)               | 21.2 (70.2)               | 20.0 (68.0)               | 13.8 (56.8)               | 6.4 (43.5)                | −2.1 (28.2)               | −9.5 (14.9)               | 5.1 (41.2)                |
| أدنى درجة حرارة °م (°ف)            | −26.9 (−16.4)             | −23.9 (−11.0)             | −24.0 (−11.2)             | −6.3 (20.7)               | 1.2 (34.2)                | 8.0 (46.4)                | 13.6 (56.5)               | 9.5 (49.1)                | 1.7 (35.1)                | −6.2 (20.8)               | −16.0 (3.2)               | −24.5 (−12.1)             | −26.9 (−16.4)             |
| الهطول مم (إنش)                    | 7.4 (0.29)                | 7.2 (0.28)                | 14.9 (0.59)               | 34.3 (1.35)               | 62.3 (2.45)               | 78.4 (3.09)               | 180.8 (7.12)              | 166.7 (6.56)              | 83.2 (3.28)               | 42.9 (1.69)               | 22.0 (0.87)               | 9.9 (0.39)                | 710.0 (27.95)             |
| متوسط أيام هطول الأمطار (≥ 0.1 mm) | 3.6                       | 3.5                       | 4.6                       | 7.0                       | 8.5                       | 11.1                      | 13.2                      | 11.0                      | 7.5                       | 6.6                       | 5.2                       | 3.7                       | 85.5                      |
| المصدر: Weather China              |                           |                           |                           |                           |                           |                           |                           |                           |                           |                           |                           |                           |                           |

## توأمة
لآنشان اتفاقيات توأمة مع كل من:
- بورصة
- برمنغهام
- حولون

## أعلام
- آن هوي
- لي شياو شيا
- لي فينغ
- قوه يوي
- تشانغ شين
- ما لونغ